# Kokemäki
Kokemäki (Sueco: Kumo) es una ciudad y municipio en la región de Satakunta en Finlandia.
La ciudad cuenta una población de 7653 (junio, 2015) y cubre un área de 531,27 km² de las cuales 50.04 km² son agua. La densidad de población es de 15,9 habitantes por kilómetro cuadrado.
El río Kokemäenjoki fluye desde el Lago Liekovesi, en la región de Pirkanmaa, a través de Kokemäki y desemboca al Golfo de Bothnia en Pori. La hidroeléctrica Kolsi está localizada en Kokemäki. El río es un afluente importante para salmones, peces blancos y lampreas.
Finlandia es constitucionalmente bilingüe con una minoría de Hablantes de sueco. El municipio es monolingüista, ya que la mayoría de la población habla finlandés. Muchos, mayoritariamente jóvenes, residentes son capaces de entender o hablar inglés.

Según el sitio web oficial de la ciudad, Kokemäki le fue otorgada una carta de población en 1869. El municipio de Kauvatsa se fusionó con Kokemäki en 1969 y a Kokemäki se le concedió el estatus de ciudad en 1977.

## Historia
Se cree que la ciudad de la Edad del Hierro de Teljä se localizaba cerca del río Kokemäenjoki en Kokemäki. La piedra tallada más antigua encontrada en Finlandia está datada entre 8,000 a 9,000 años y fue descubierta cerca de Huittinen en 1903. La Cabeza de El'k de Huittinen se puede encontrar en una exposición permanente en el Museo Nacional de Finlandia en Helsinki. Estudios arqueológicos en Kokemäki y sus cercanías han datado la ciudad hasta la Edad Media.
Se piensa que Kokemäki fue fundada en el siglo XII, quizás incluso antes. La parroquia se estableció en 1324. Mientras era parte del Imperio sueco, el área administrativa (slottslän) de Kokemäenkartanon fue creado en 1331. Kokemäki sirvió como el centro administrativo de la provincia histórica de Satakunta hasta 1634. El castillo medieval de Kokemäki fue derribado en 1367.
La ruta comercial de Huovintie comienza desde Turku, pasa por Kokemäki y por el río Kokemäenjoki. A lo largo de Huovintie existían casas del gremio donde los viajeros se podían quedar por la noche. Las casas se localizaban cerca de la iglesia de Kokemäki .
La leyenda declara que en 1156, el Obispo Henry de Uppsala visitó Satakunta en una peregrinación parte de la primera cruzada de Eric IX de Suecia a Finlandia. La capilla de St. Henry es una capilla de ladrillo de estilo neogótico a un kilómetro al este del centro de ciudad de Kokemäki. La capilla fue construida en 1857 en el sitio de un granero medieval qué fue utilizado por el Obispo Henry. Es posible que el granero se datara entre los siglos XII y XV, convirtiéndolo en el edificio de madera más antiguo de Finlandia.
El escudo de armas de la ciudad representa la mitra del obispo.

## Transporte
El sistema de transporte de Finlandia es bien-desarrollado con un sistema de carretera extenso.

### Carretera
La carretera 2 pasa hacia el sur, recorriendo de Helsinki a Pori por la costa báltica.
La carretera 12 va de Rauma a Tampere y Nokia, pasando cerca de Huittinen.
Helsinki está a 205 kilómetros o dos y una hora media en automóvil.
Según Mapa de Cargo Abierto, hay dos vehículo eléctrico (EV) cobrando puntos en Kokemäki con otros 55 dentro de un radio de 160 kilómetros.
Las compañías privadas de Bus OnniBus y ExpressBus prestan servicios a todas las ciudades y regiones en Finlandia.

### Tren
Los trenes finlandeses tienen la reputación de ser espaciosos, cómodos y limpios.
La compañía de trenes paraestatal VR opera una ruta entre Tampere y Pori, con una parada en Kokemäki.
La estación de tren está 3 km hacia al oeste del centro de ciudad en Peipohja.

### Aire
El aeropuerto más cercano es el Aeropuerto de Pori, ubicado a 43 km (40 minutos) por la Carretera 2.
El aeropuerto de Tampere-Pirkkala está a 96 km (1 hora y 10 minutos) por la Carretera 12.
El aeropuerto de Helsinki-Vantaa está a dos horas y veinte minutos por Carretera 2.

## Educación
El sistema de educación finlandés está basado en un sistema de escuela comprensiva y es financiado públicamente.
Kokemäki posee seis escuelas que ofrecen educación primaria y secundaria. Estas son; Tuomaala, Tulkkila, Riste, Peipohja, Lahteenmaki y el Instituto Korkeaoja. Hay educación preescolar gratuita para todos los niños de 6 años. La guardería infantil Peipohjan atiende a niños entre 9 meses a 5 años.
Existe una escuela con necesidades especiales llamada Forsby, para niños entre 0 y 9 años.
La formación vocacional está proporcionada por el Consorcio de Formación de Satakunta, conocido como SATAEDU' Archivado el 26 de diciembre de 2015 en Wayback Machine. y Universidad Vocacional y Empresarial de Huittinen.

## Atracciones turísticas
- La Santa Capilla de Henry
- Tulkkila - Puente-museo
- Junta de la Iglesia de Santa María
- Parque nacional Puurijärvi-Isosuo
- Museo de Agricultura o "Maatalousmuseo" (en finés)
- Museo de aire abierto  (en finés)
- Río Kokemäenjoki
- Granja de renos Kriivari
- Puente en suspensión Sapila
- Iglesia de Gustav lll

## Relaciones internacionales

### Ciudades de hermandadas
Kokemäki está hermandado con:
- Põltsamaa, Estonia
- Lier, Noruega
- Falköping, Suecia
- Hobro, Dinamarca